# Seznam králů Tongy
Seznam králů Tongy uvádí všech pět králů a jednu královnu (stav 2022), kteří panovali v Království Tonga. Všichni králové a královna Salote Tupou III. pocházeli z domácí dynastie Tupou, kterou založil první tonžský král Tāufaʻāhau I., který je ale známější pod jménem George Tupou I. a vládl v letech 1875–1893. V roce 1845 byly ostrovy spojeny do společného Polynéského království mladým válečníkem, stratégem a řečníkem Tāufaʻāhau, který se přejmenoval na krále George Tupou I. a stal se tak zakladatelem královského rodu, který vládne až do současné doby.
Tonga je konstituční monarchie od 29. července 2008, kdy se panovník tohoto malého tichomořského království rozhodl vzdát části svých pravomocí ve prospěch parlamentu, což znamenalo změnu z absolutní monarchie na konstituční.

## Seznam králů a královen Tongy – dynastie Tupou
- George Tupou I. (vládl 1875–1893)
- George Tupou II. (vládl 1893–1918)
- Salote Tupou III. (vládla 1918–1965)
- George Tupou IV. (vládl 1965–2006)
- George Tupou V. (vládl 2006–2012)
- Tupou VI. (vládne od 2012)